# Eriochloa
Eriochloa är ett släkte av gräs. Eriochloa ingår i familjen gräs.

## Bildgalleri

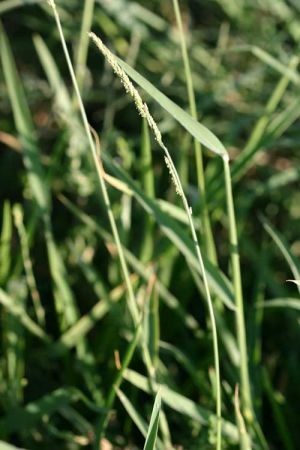
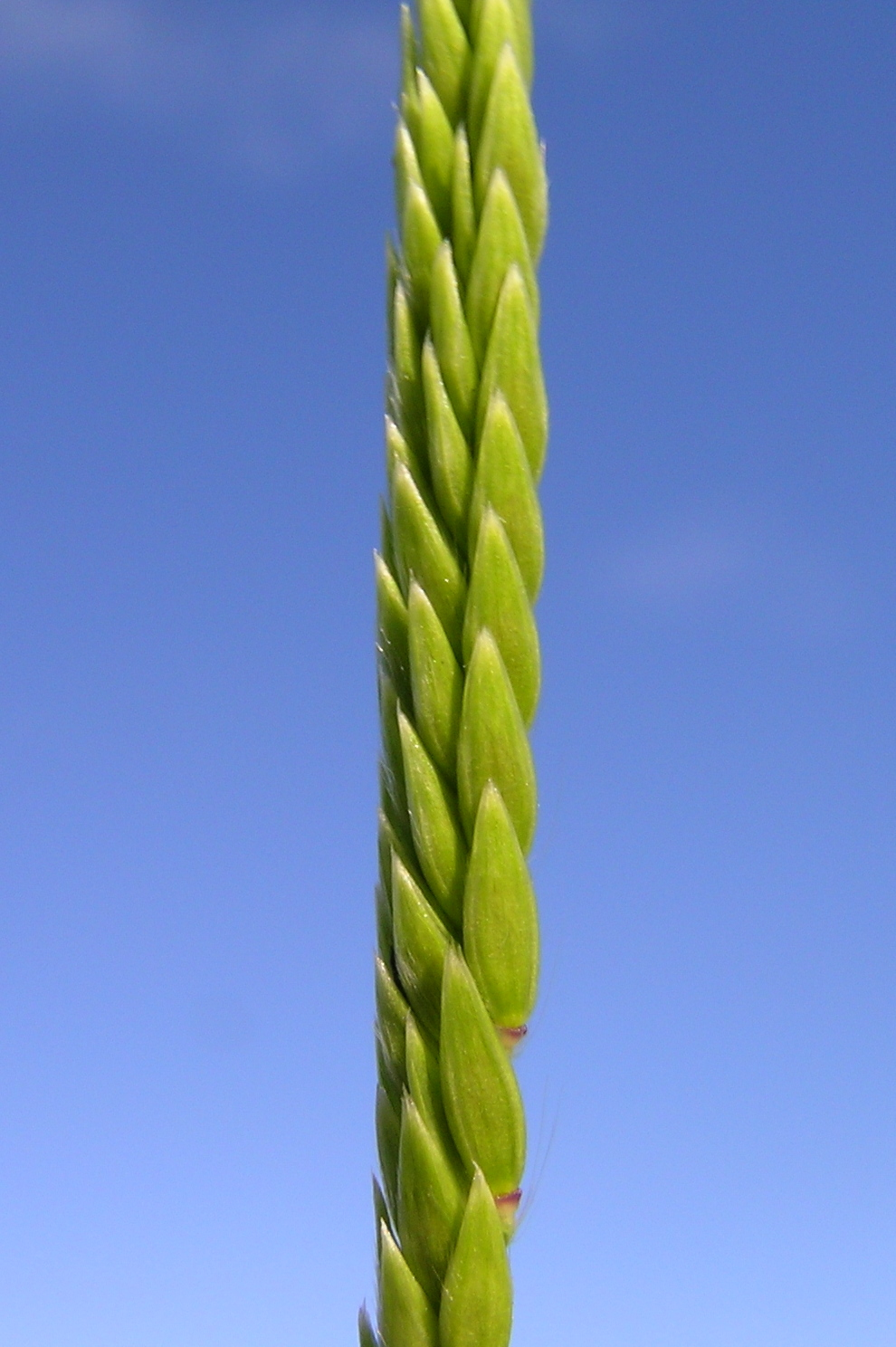
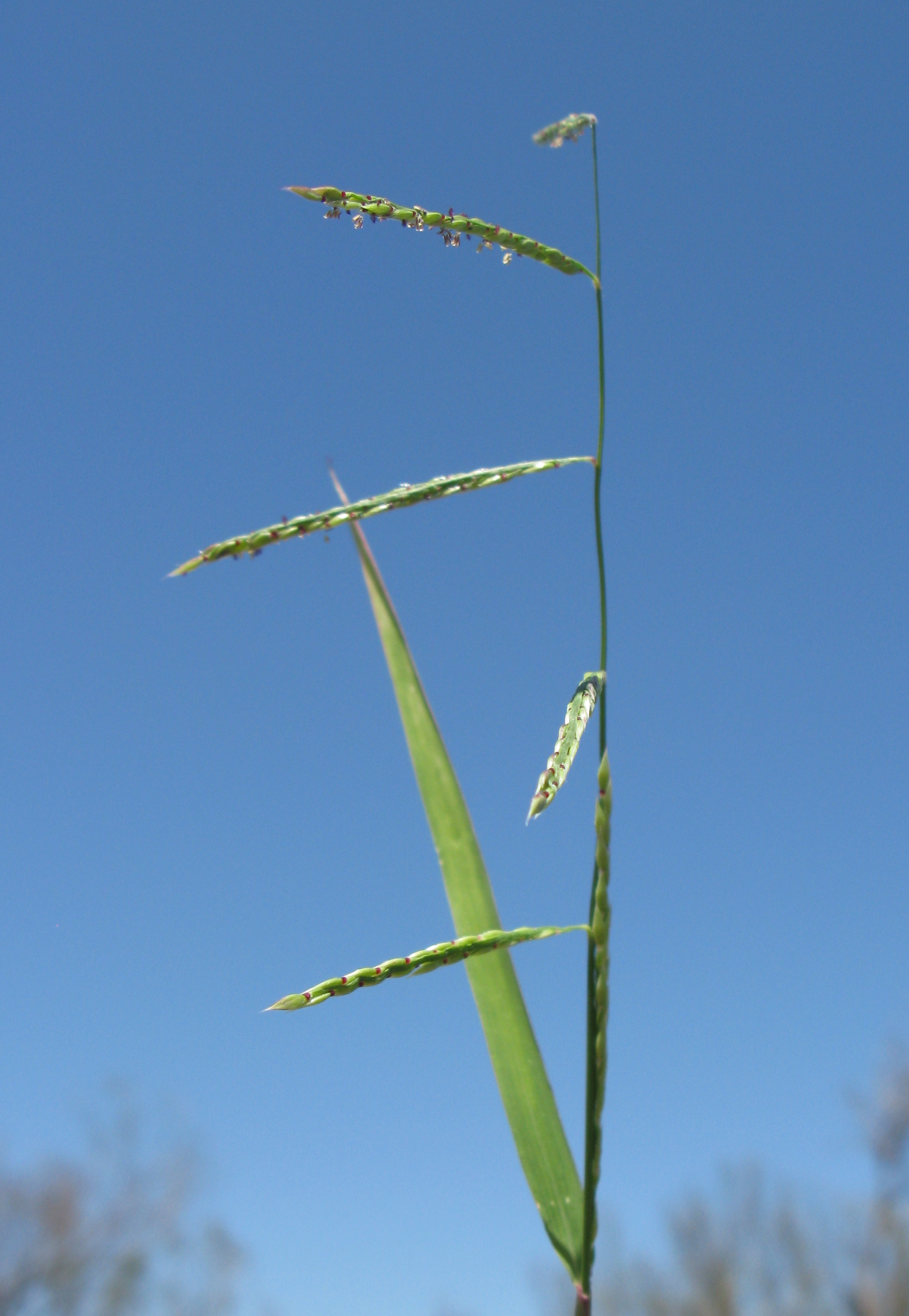
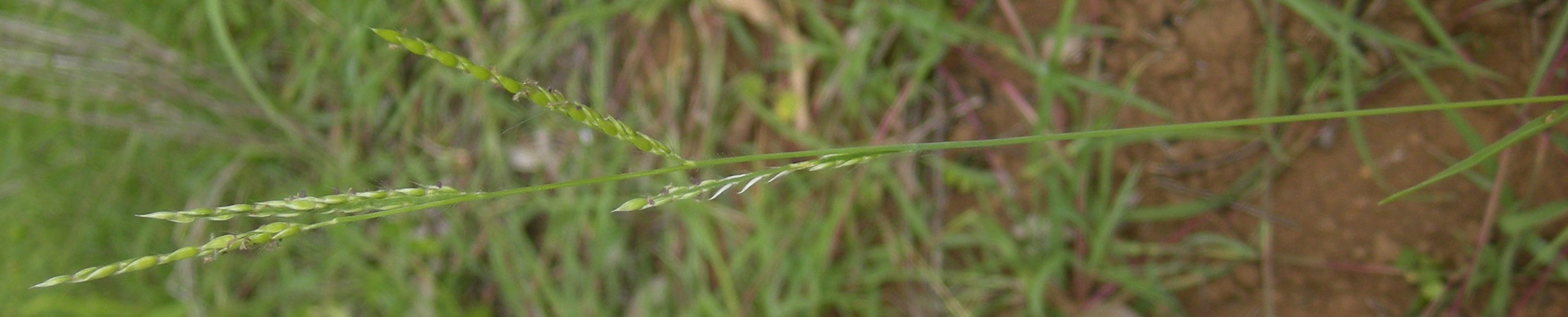
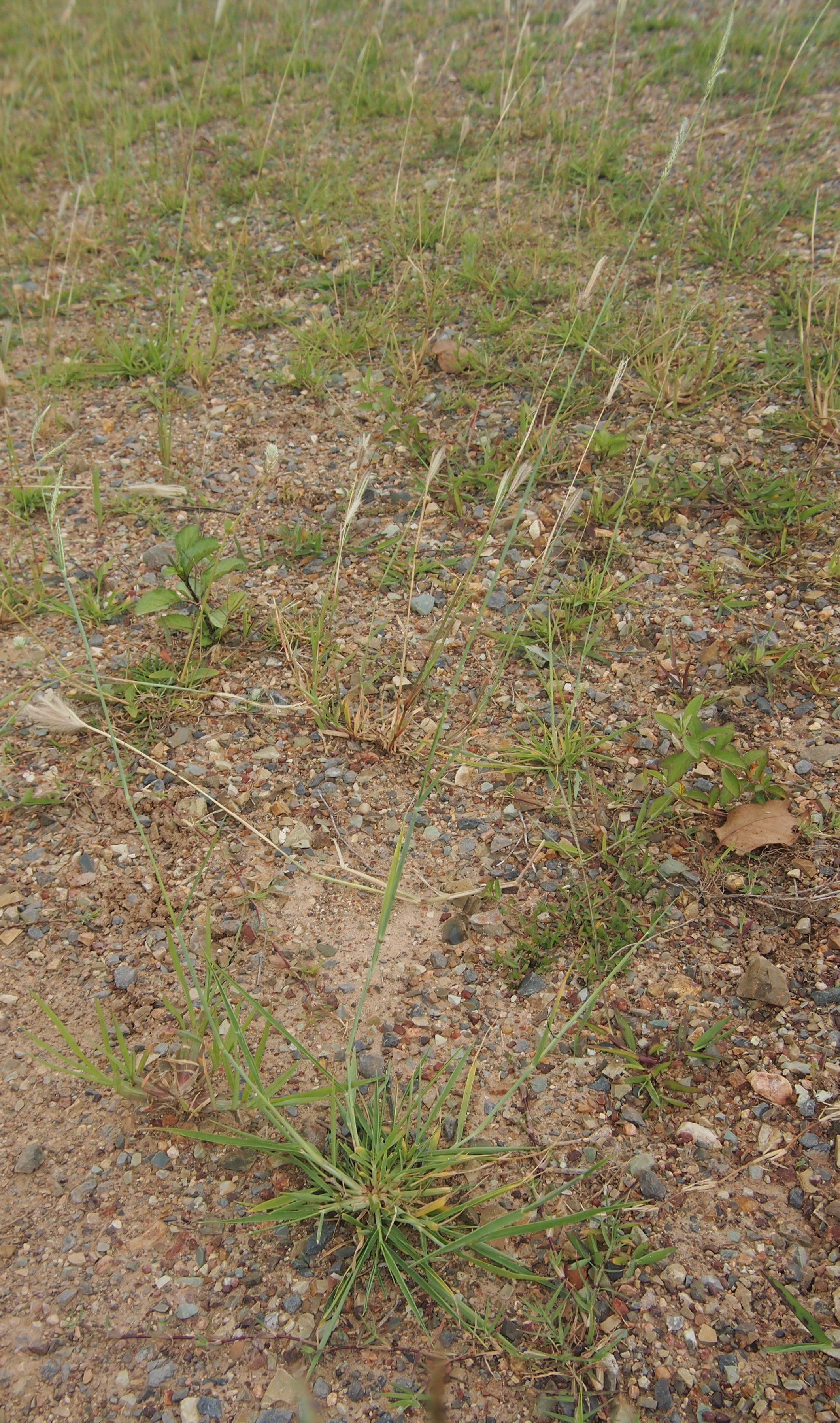
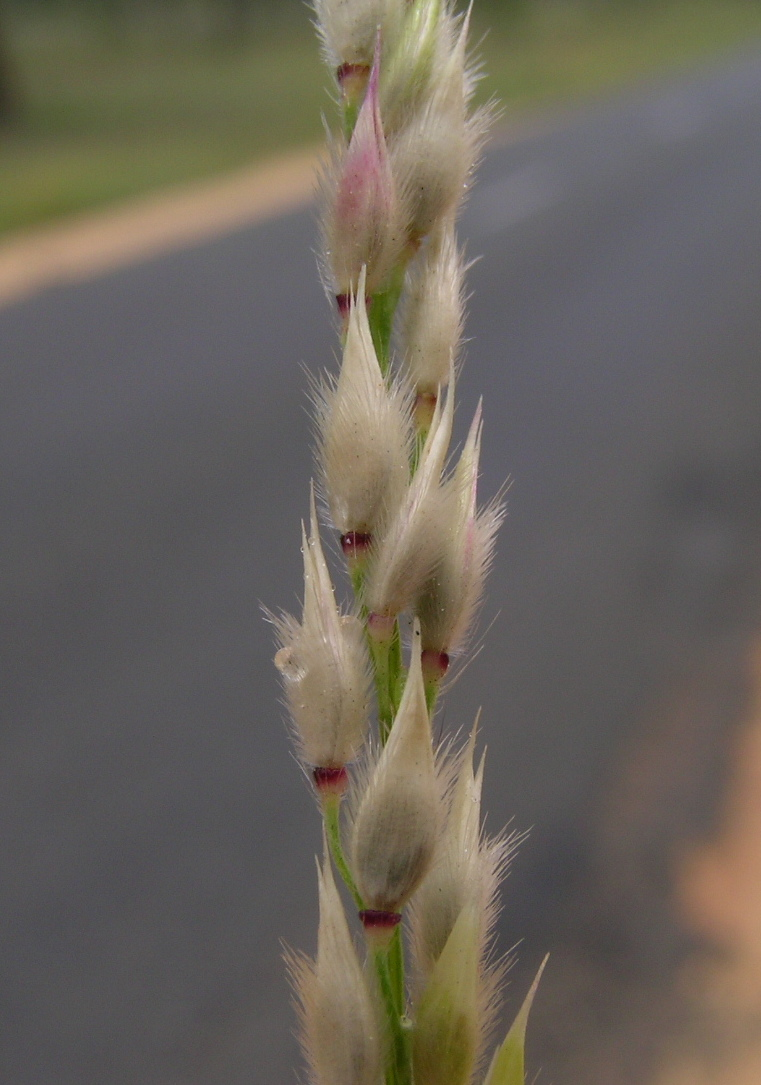

## Dottertaxa tillEriochloa, i alfabetisk ordning[1]
- Eriochloa acuminata
- Eriochloa aristata
- Eriochloa australiensis
- Eriochloa boliviensis
- Eriochloa contracta
- Eriochloa crebra
- Eriochloa distachya
- Eriochloa fatmensis
- Eriochloa grandiflora
- Eriochloa lemmonii
- Eriochloa longiflora
- Eriochloa macclounii
- Eriochloa meyeriana
- Eriochloa michauxii
- Eriochloa montevidensis
- Eriochloa nana
- Eriochloa nelsonii
- Eriochloa pacifica
- Eriochloa parvispiculata
- Eriochloa peruviana
- Eriochloa polystachya
- Eriochloa procera
- Eriochloa pseudoacrotricha
- Eriochloa punctata
- Eriochloa rovumensis
- Eriochloa sericea
- Eriochloa setosa
- Eriochloa stapfiana
- Eriochloa stevensii
- Eriochloa subulifera
- Eriochloa succincta
- Eriochloa tridentata
- Eriochloa weberbaueri
- Eriochloa villosa